# Abstractum
Een abstractum (meervoud abstracta) is een abstract begrip of concept.

## Taalkunde
In de taalkunde is een abstractum een woord voor een abstract begrip of concept dat afgeleid is (etymologisch en vaak ook inhoudelijk) van een concreet woord (het concretum), zoals een adjectief (bijv. vrijheid, eigendom) of werkwoord (bijv. zet, baksel, winst).
Abstractum is een autologie vermits het zelf een abstractum is: dit substantief is oorspronkelijk het (mogelijk uit het Duits overgenomen) onzijdig enkelvoud van het adjectief abstractus 'abstract'. Evenals in het Latijn wordt in het Nederlands meestal een onzijdige vorm (dus een het-woord) gebruikt.

## Wijsbegeerte
Er zijn diverse filosofische visies op abstracta en begrippen in het algemeen, inzonderheid in de epistemologie (kennisleer).